# Bennaria clarescens
Bennaria clarescens är en insektsart som först beskrevs av Walker 1857.  Bennaria clarescens ingår i släktet Bennaria och familjen kilstritar. Inga underarter finns listade i Catalogue of Life.